# Jerica Oblak Parker
Jerica Oblak-Parker, slovenska skladateljica, * 19. avgust 1966, Jesenice.
Na Akademiji za glasbo v Ljubljani je v razredu Marijana Gabrijelčiča končala študij glasbene pedagogike in kompozicije leta 1991, magistrski (1993) in doktorski (1996) študij pa v Pittsburghu (ZDA), kjer živi in deluje, tudi kot glasbeni teoretik. Leta 2000 je začela na Mestni univerzi New Yorka poučevati elektronsko glasbo.
Oblakova se ukvarja s teorijo in prakso filmske, elektronske in spektralne glasbe. Komponira orkestralna, komorna, solistična in zborovska dela ter piše glasbo za filme, televizijo, gledališče in multimedijske inštalacije. Prejela je več nagrad in priznanj tako v Sloveniji kot v tujini.